# 谢尔盖·伊斯托明 (举重运动员)
谢尔盖·伊斯托明（1986年1月24日—）是一名哈萨克斯坦举重运动员，身高1.81米。2008年他参加北京奥运会男子举重105公斤级比赛，以406公斤的成绩获得第七名。2010年，在广州亚运会中以396千克夺得男子105公斤级举重季军。